# Steve Vickers (hockey sur glace)
Pour les articles homonymes, voir Vickers (homonymie).
Ne doit pas être confondu avec Steve Vickers (football).
Stephen James Vickers, dit Steve Vickers, (né le 21 avril 1951 à Toronto ville de la province de l'Ontario au Canada) est un joueur professionnel de hockey sur glace.

## Carrière en club
Il commence sa carrière dans l'Association de hockey de l'Ontario, aujourd'hui Ligue de hockey de l'Ontario en 1969. Il joue alors pendant deux saisons avec les Marlboros de Toronto avant de participer au repêchage amateur de la Ligue nationale de hockey 1971. Choisi en tant que dixième joueur de la première ronde, par les Rangers de New York, il joue la saison 1971-72 dans la Ligue centrale de hockey pour les Knights d'Omaha avant de jouer la saison suivante la première de ces saisons avec les Rangers.
Jouant aux côtés de Walt Tkaczuk et Bill Fairbairn, il est élu meilleure recrue de la saison et recevant le trophée Calder, il va passer la totalité de sa carrière professionnelle au sein des Rangers. Pour sa dernière saison professionnelle, il joue une vingtaine de matchs en 1981-1982 avec les Indians de Springfield de la Ligue américaine de hockey, équipe affiliée à la franchise des Rangers.
Il est sélectionné pour jouer le Match des étoiles de la LNH en 1975 et 1976. En 1979, il fait partie de l'équipe qui joue la finale de la Coupe Stanley mais l'équipe perd contre les Canadiens de Montréal en cinq matchs, les Canadiens gagnant par la même occasion leur quatrième coupe consécutive.
À la fin de sa carrière, il totalise 246 buts et 340 aides pour un total de 586 points avec les Rangers, ce qui le classe à la huitième place du classement des meilleurs pointeurs de la franchise.
Il est également rentré dans l'histoire des Rangers en 1976 en marquant 7 points au cours d'un même match contre les Capitals de Washington.

### Trophées et honneurs personnels
- Ligue nationale de hockey
  - Trophée Calder - 1973
  - Sélectionné pour le Match des étoiles - 1975 et 1976
- Rangers de New York
  - Meilleur buteur de la saison régulière - 1974-1975 (41)
  - Meilleur passeur de la saison régulière - 1975-1976 (53)
  - Meilleur pointeur des séries - 1973 et 1975 (à égalité)
  - Plus grand nombre de points en un match - 7 contre les Capitals de Washington en 1976
  - Huitième meilleur pointeur de l'histoire

## Statistiques
Pour les significations des abréviations, voir Statistiques du hockey sur glace.
| Saison     | Équipe                 | Ligue      |     | Saison régulière | Saison régulière | Saison régulière | Saison régulière | Saison régulière |    | Séries éliminatoires | Séries éliminatoires | Séries éliminatoires | Séries éliminatoires | Séries éliminatoires |
| Saison     | Équipe                 | Ligue      | PJ  | B                | A                | Pts              | Pun              | PJ               | B  | A                    | Pts                  | Pun                  |                      |                      |
| 1969-1970  | Marlboros de Toronto   | AHO        | 52  | 28               | 38               | 66               | 23               | -                | -  | -                    | -                    | -                    |                      |                      |
| 1970-1971  | Marlboros de Toronto   | AHO        | 62  | 43               | 64               | 107              | 51               | -                | -  | -                    | -                    | -                    |                      |                      |
| 1971-1972  | Knights d'Omaha        | LCH        | 70  | 36               | 23               | 59               | 45               | -                | -  | -                    | -                    | -                    |                      |                      |
| 1972-1973  | Rangers de New York    | LNH        | 61  | 30               | 23               | 53               | 37               | 10               | 5  | 4                    | 9                    | 4                    |                      |                      |
| 1973-1974  | Rangers de New York    | LNH        | 75  | 34               | 24               | 58               | 18               | 13               | 4  | 4                    | 8                    | 17                   |                      |                      |
| 1974-1975  | Rangers de New York    | LNH        | 80  | 41               | 48               | 89               | 64               | 3                | 2  | 4                    | 6                    | 6                    |                      |                      |
| 1975-1976  | Rangers de New York    | LNH        | 80  | 30               | 53               | 83               | 40               | -                | -  | -                    | -                    | -                    |                      |                      |
| 1976-1977  | Rangers de New York    | LNH        | 75  | 22               | 31               | 53               | 26               | -                | -  | -                    | -                    | -                    |                      |                      |
| 1977-1978  | Rangers de New York    | LNH        | 79  | 19               | 44               | 63               | 30               | 3                | 2  | 1                    | 3                    | 0                    |                      |                      |
| 1978-1979  | Rangers de New York    | LNH        | 66  | 13               | 34               | 47               | 24               | 18               | 5  | 3                    | 8                    | 13                   |                      |                      |
| 1979-1980  | Rangers de New York    | LNH        | 75  | 29               | 33               | 62               | 38               | 9                | 2  | 2                    | 4                    | 4                    |                      |                      |
| 1980-1981  | Rangers de New York    | LNH        | 73  | 19               | 39               | 58               | 40               | 12               | 4  | 7                    | 11                   | 14                   |                      |                      |
| 1981-1982  | Indians de Springfield | LAH        | 20  | 4                | 6                | 10               | 14               | -                | -  | -                    | -                    | -                    |                      |                      |
| 1981-1982  | Rangers de New York    | LNH        | 34  | 9                | 11               | 20               | 13               | -                | -  | -                    | -                    | -                    |                      |                      |
| Totaux LNH | Totaux LNH             | Totaux LNH | 698 | 246              | 340              | 586              | 330              | 68               | 24 | 25                   | 49                   | 58                   |                      |                      |